# Lingwu
Lingwu (en chino:灵武市) es una localidad de China, en la región autónoma de Ningxia.
Se encuentra a una altitud de 1125 m sobre el nivel del mar. 

## Demografía
Según estimación 2010 contaba con 230000 habitantes.